# Adam Friedrich Waltzau
Adam Friedrich Waltzau, född omkring 1710, död 8 maj 1780 i Jönköping, var en svensk fabrikör och provinsmålare.
Det finns få bevarade handlingar om Waltzaus utbildning till målare, men man vet att han utförde dekorationsmålningar i södra Sverige. Omkring 1760 utförde han en baldakinmålning på valvkappan över altaret i Hannas kyrka. Han är troligen identisk med en målarmästare i Karlskrona som omnämns i äldre handlingar under namnet Maltzan.